# انقطاع خدمات الاتصالات في غزة 2023-2024
انقطاع خدمات الاتصالات في غزة 2023 بتاريخ 27 أكتوبر 2023، إذ حدث انقطاع كامل للألياف الضوئية المغذية للإنترنت في القطاع، وذلك بسبب قيام الجيش الإسرائيلي بقصف خطوط التواصل والإنترنت والتشويش عليها بالتزامن مع هجمات عنيفة ينفذها الطيران والمدفعية الإسرائيلية على القطاع.
وقد أكّدت منظمة "نت بلوكس" وهي منظمة غير حكومية تأسَّست عام 2017 وتعملُ على مراقبة أمن الشبكات كما تُراقب حرية الإنترنت في مختلفِ دول العالم. -في حسابها على منصة إكس- عن انقطاع الخدمة بشكل كامل عن غزة.
وصرحت Ooredoo فلسطين في بيان:
وصرحت مجموعة الاتصالات الفلسطينية في بيان:
نأسف للإعلان عن انقطاع كامل لكافة خدمات الاتصالات والإنترنت مع قطاع غزة
وفي 17 ديسمبر 2023، ظل انقطاع الاتصالات مستمرا لليوم الرابع على التوالي، وهو الانقطاع الأطول من بين عدة انقطاعات على مدار الحرب وهو ما تقول جماعات الإغاثة إنه يعقد جهود الإنقاذ في القطاع.

## خلفية
في 27 أكتوبر 2023، كثف جيش الاحتلال الإسرائيلي قصفه لمناطق عدة في قطاع غزة مما تسبب في قطع الاتصالات وخدمة الإنترنت بالكامل، كما صرحت مصادرمن وزارة الاتصالات وتكنولوجيا المعلومات الفلسطينية، أن توقفا مفاجئا طرأ على الخدمات في قطاع غزة، وأن خطوط الاتصالات تعرضت لأضرار وصلت إلى 60 بالمئة منذ بداية الحرب. وفي 28 أكتوبر 2023 أعلنت شركة الاتصالات الفلسطينية "بالتل" التي توفر خدمات الإنترنت والخليوي في قطاع غزة، في منشور لها على فيسبوك: "يؤسفنا أن نعلن عن انقطاع كامل لجميع خدمات الاتصالات والإنترنت في قطاع غزة"، وأضافت أن القصف الشديد أدى إلى "تدمير جميع المسارات الدولية المتبقية التي تصل غزة بالعالم الخارجي"، بالإضافة للمسارات المدمرة سابقا، مما أدى إلى انقطاع كامل لخدمات الاتصالات عن قطاع غزة. وأعلن المدير العام لمنظمة الصحة العالمية تيدروس أدهانوم غيبريسوس استمرار فقدان الاتصال بموظفي المنظمة ومرافقها الصحية في غزة معربا عن قلقه على مصيرهم. وفقًا لصحيفة "الجارديان" البريطانية، أن الفلسطينيون وجماعات الإغاثة والصحفيون ومنظمات المجتمع المدني فقدوا الاتصال بالموظفين وعائلاتهم في قطاع غزة، بعد أن قطعت قوات الاحتلال الإسرائيلي تواصل سكان القطاع بالعالم الخارجي. وفي 29 أكتوبر 2023 صرحت لين هاستينجز منسقة الأمم المتحدة للشؤون الإنسانية في الأرض الفلسطينية المحتلة أن غزة فقدت الاتصال مع العالم الخارجى، وأن المستشفيات والعمليات الإنسانية لا يمكن أن تواصل العمل بدون اتصالات وطاقة وغذاء وماء ودواء. وفي 29 أكتوبر 2023 أفاد التلفزيون الرسمي الفلسطيني بأن شركة الاتصالات الفلسطينية "جوال" أعلنت عودة خدمات الاتصال الثابت والخلوي والإنترنت للعمل بشكل تدريجي، وعلى الرغم من خطورة الوضع الميداني فإن طواقمها الفنية ستعمل كل ما بوسعها لإصلاح ما أمكن من الأضرار التي حلت بالشبكة الداخلية قدر المستطاع ووفق ماهو متوفر من إمكانيات. وصرحت منظمة "نت بلوكس" لمراقبة الشبكات إن خدمة الإنترنت بدأت تعود تدريجا إلى قطاع غزة بعد أن انقطعت قبل يومين خلال عمليات قصف إسرائيلية مكثفة.
وفي 1 نوفمبر 2023 للمرة الثانية تقطع إسرائيل خدمات الاتصالات والإنترنت عن قطاع غزة، وأعلنت شركة الاتصالات الفلسطينية (بالتل)، أن خدمات الاتصالات والإنترنت مقطوعة بشكل كامل في قطاع غزة بسبب انقطاع الاتصال الدولي مرة أخرى. وفي 5 نوفمبر صرحت وزارة الاتصالات وتكنولوجيا المعلومات الفلسطينية في بيان لها أن "الاحتلال يفصل المسارات الدولية للاتصالات للمرة الثالثة، ويقطع كافة خدمات الاتصالات والإنترنت عن كامل قطاع غزة"، وأعلنت شركة الاتصالات الفلسطينية "بالتل" انقطاع جميع خدمات الاتصالات والإنترنت داخل قطاع غزة، للمرة الثالثة منذ اندلاع الحرب، واتهمت الشركة إسرائيل بقطع الخدمات، في بيان نشرته على صفحتها على فيسبوك. وبحسب قناة الحرة يلجأ بعض سكان غزة إلى استخدام شريحة تسمى “eSIM” للعثور على حل ثابت لانقطاع الانترنت بشكل كامل أو جزئي في القطاع بسبب القصف العنيف من الجيش الاسرائيلي.
وفي 4 ديسمبر 2023 انقطعت خدمات الاتصالات والإنترنت عن قطاع غزة للمرة الرابعة، وقالت جمعية الهلال الأحمر الفلسطيني إنه فقد الاتصال مع غرفة عمليات غزة وكافة طواقمه بعد قطع الاحتلال للاتصالات، وذكرت "شركة الاتصالات الفلسطينية وجوال" في بيان لها "نأسف للإعلان عن انقطاع كامل لكافة خدمات الاتصالات والإنترنت مع قطاع غزة، وذلك بسبب تعرض المسارات الرئيسية والتي تم إعادة وصلها سابقاً للفصل مرة اخرى". وفي 16 ديسمبر قال مرصد "نت بلوكس" إن الإنترنت مقطوع عن قطاع غزة منذ أكثر من 48 ساعة، وهي المرة الخامسة التي يقطع فيها الاحتلال الإسرائيلي الاتصالات منذ بدء الحرب على القطاع المحاصر.
وفي 16 أبريل 2024 أفاد المركز الفلسطيني للإعلام بأن هناك انقطاع شبه كامل لخدمات الإنترنت عن شمال قطاع غزة. وفي 25 أبريل 2024 أفادت شركة الاتصالات الفلسطينية بانقطاع خدمات الإنترنت الثابت في مناطق وسط وجنوب قطاع غزة جرّاء الهجمات الإسرائيلية المستمرة. وفي 28 أبريل 2024 أفادت وسائل إعلام فلسطينية بأن خدمات الاتصالات والإنترنت انقطعت في مناطق واسعة من قطاع غزة، وذلك بعدما أعلنت شركة الاتصالات الفلسطينية "بالتل" يوم 27 أبريل عودة خدمات الإنترنت في مناطق وسط وجنوب غزة بعد انقطاعها بسبب الهجمات الإسرائيلية المستمرة. وفي 12 مايو 2024 أعلنت شركة الاتصالات الفلسطينية "بالتل" انقطاع خدمات الإنترنت الثابت في جنوب قطاع غزة جرّاء القصف الإسرائيلي المستمر.

## 2024
في 2 يناير قال وكيل وزارة الاتصالات وتكنولوجيا المعلومات الفلسطينية، إن 65% من البنية التحتية لقطاع الاتصالات دمرت بسبب الحرب الإسرائيلية المتواصلة على قطاع غزة.
وفي 17 يناير، دخل انقطاع الاتصالات يومه السادس، وهو الأطول بشكل متواصل منذ بدء الحرب الإسرائيلية على القطاع.